# 刘华 (1899年)
刘华（1899年9月10日—1925年12月17日），原名刘炽荣，字剑华，男，四川宜宾人，中共上海工人运动领导人，五卅运动领导人之一。

## 生平
佃农家庭出身，小学毕业后缀学。跟随叔父出外谋生，做过茶馆跑堂，后在四川陆军暂编第五师当兵数月。
1920年初夏，经友人介绍赴上海，入沪西中华书局印刷厂绘图制版科当学徒。1923年8月13日进入上海大学附属中学半工半读。入校不久，在邓中夏、瞿秋白等人的教育下，加入了中国社会主义青年团，同年11月加入中国共产党。响应邓中夏、瞿秋白等提出的“到工人群众中去”的号召，热心筹办平民教育，曾任上海大学平民夜校执行委员，到沪西工人集中的地区小沙渡创办工人夜校，帮助工人学文化。1924年秋，中共在工人夜校的基础上开办“沪西工友俱乐部”，指定由项英和刘华负责，不久项英离沪，刘华则担负全部工作。到1924年年底，在19个纱厂建立了俱乐部的秘密组织，培养了一批工人积极分子，顾正红是其中之一。
1925年1月，中共四大在上海召开，讨论并通过了关于职工活动的决议案，成立中共中央职工运动委员会，由李立三、刘少奇、项英、刘华等组成。在中央领导下，刘华策划了上海日商纱厂工人的二月罢工运动。1925年5月15日，内外棉七厂又发生顾正红惨案。刘华根据指示发动新的罢工运动。5月30日发生五卅惨案。5月31日，上海总工会在闸北天通庵路挂牌，李立三任委员长，刘少奇任总务科长，刘华任副委员长兼第四办事处（届时沪西工友俱乐部即改名为上海总工会第四办事处）主任。6月1日，上海总工会发表罢工宣言和告全体工友书，宣布于6月2日起，总同盟罢工。大罢工在上海坚持了三个月之久。
9月18日，奉系军阀上海戒严司令邢士廉，封闭上海总工会，通缉李立三、刘华等人。10月，直系军阀孙传芳赶走奉系邢士廉，进入上海。11月29日，刘华在上海公共租界静安寺车站，被英国工部局总巡捕房华探目潘连壁逮捕。12月2日，从租界引渡至龙华镇淞沪戒严司令部。刘华在刑讯时咬定自己是上海大学学生王本华，“素未犯案”。常以记者身份出现的闸北警察局便衣警察李海峰指认出刘华。12月17日，孙传芳下令淞沪戒严司令严春阳将其“秘密枪决，灭尸不宣”。夜11时许，刘华在高昌庙附近的荒野被枪杀，牺牲时年仅26岁。 